# Église Notre-Dame de Magny-le-Désert
L'église Notre-Dame-de-l’Assomption est un édifice situé à Magny-le-Désert, dans l'Orne.

## Architecture
L'église date du XIIIe siècle. Elle est surmontée d'un clocher en bâtière de la même époque, avec une petite tourelle pour y accéder.
L'édifice est inscrit aux monuments historiques depuis 1927.

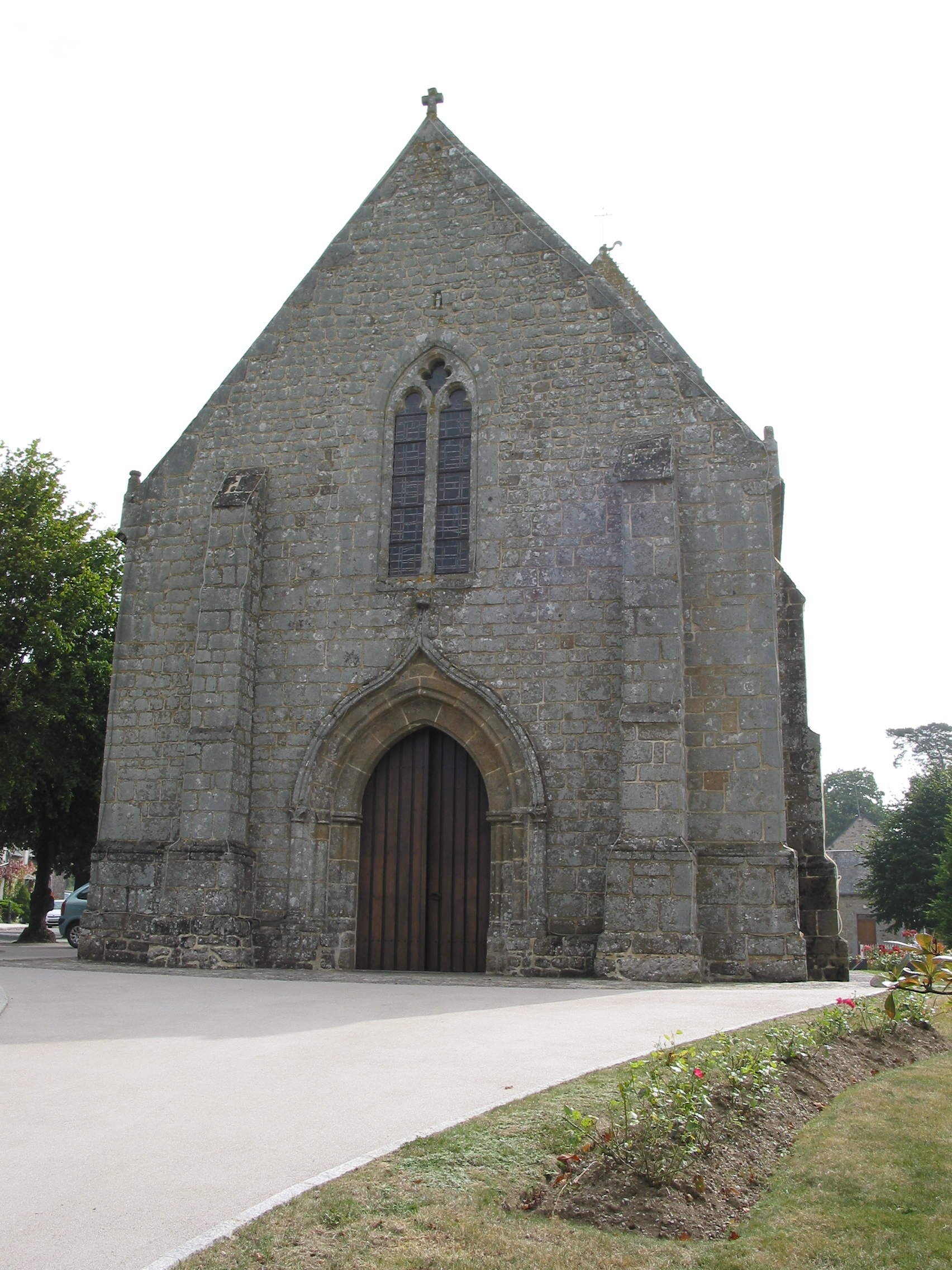
La façade.
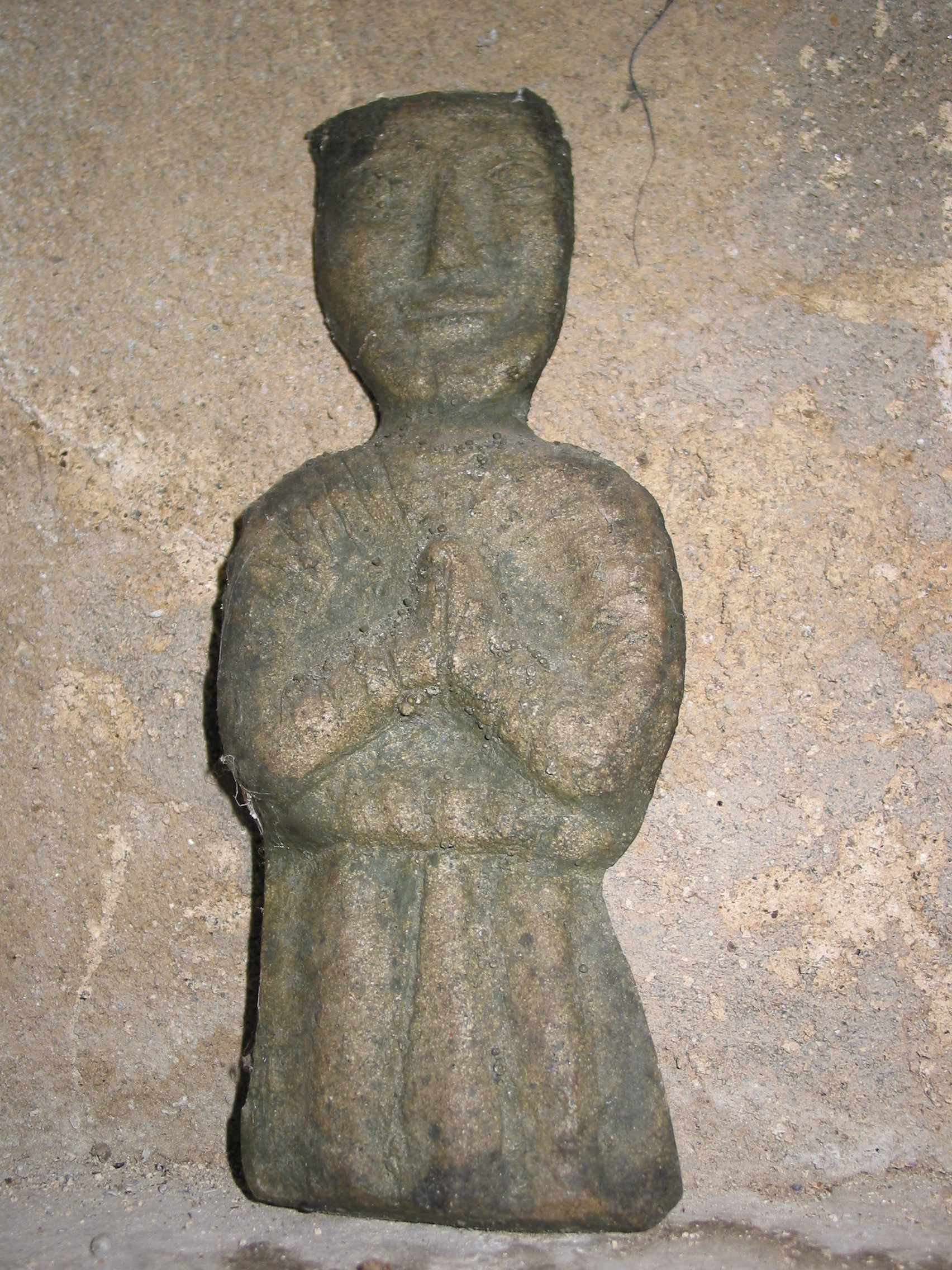
Statue.
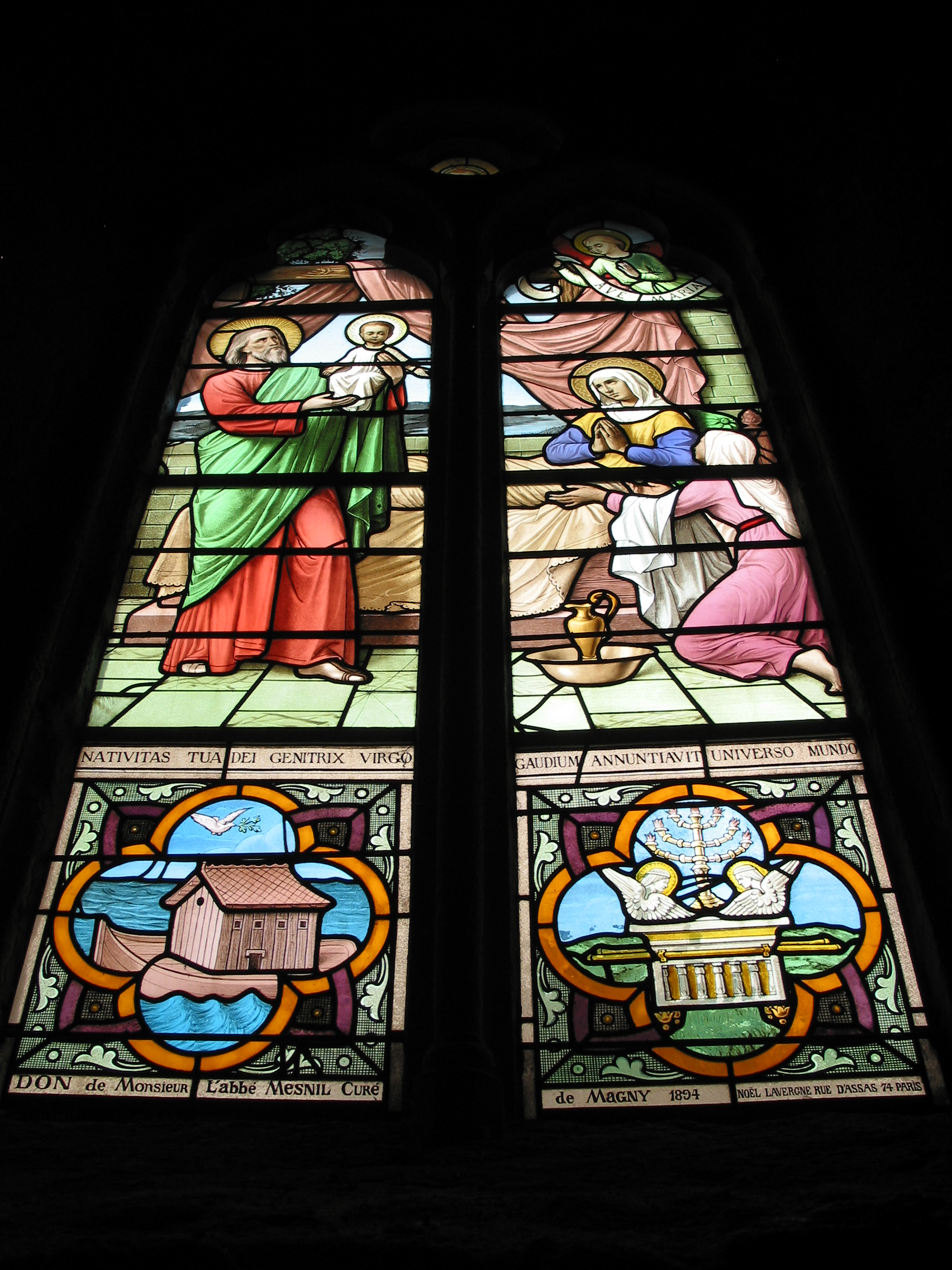
Vitraux.
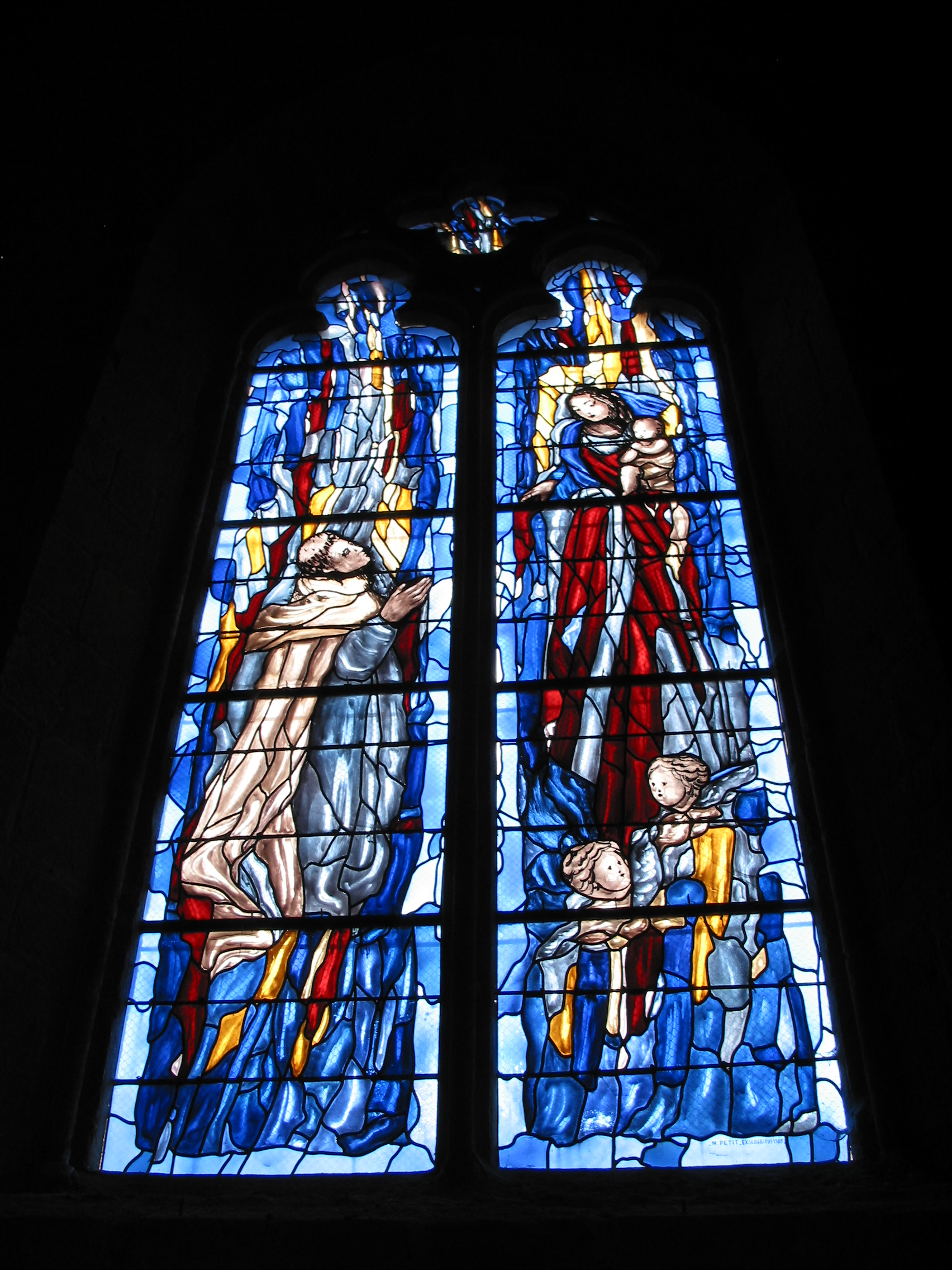
Vitraux.